# Лесниковское сельское поселение (Смоленская область)
Лесниковское сельское поселение — упразднённое муниципальное образование в составе Рославльского района Смоленской области России.
Административный центр — деревня Лесники.
Образовано Законом Смоленской области от 28 декабря 2004 года. Упразднено Законом Смоленской области от 20 декабря 2018 года с включением к 1 января 2019 года всех входивших в его состав населённых пунктов в Астапковичское сельское поселение.

## Географические данные
- Общая площадь: 54,52 км²
- Расположение: западная часть Рославльского района
- Граничит:
  - на севере — с  Хорошовским сельским поселением
  - на востоке и юге — с  Астапковичским сельским поселением
  - на западе — с  Шумячским районом
- Крупные реки: Остёр, Рыдыга.

## Население
| 2007 | 2011 | 2012 | 2013 | 2014 | 2015 | 2016 |
| ---- | ---- | ---- | ---- | ---- | ---- | ---- |
| 855  | ↘760 | ↘750 | ↘743 | ↗746 | ↘704 | ↘662 |
| 2017 | 2018 | 2019 |      |      |      |      |
| ↘641 | ↘616 | ↘608 |      |      |      |      |

## Населённые пункты
В состав поселения входили следующие населённые пункты:
- Лесники, деревня
- Бахаревка, деревня
- Никольское, деревня
- Рогово-1, деревня
- Рогово-2, деревня

## Экономика
Сельхозпредприятия, магазины.